# Bitwa pod Hastings
Bitwa pod Hastings – decydujące starcie stoczone 14 października 1066 podczas inwazji Normanów na Anglię pomiędzy wojskami Normanów pod dowództwem Wilhelma Zdobywcy a pospolitym ruszeniem anglosaskim i gwardii dowodzonymi przez króla Harolda II. Ponieważ w jej wyniku najeźdźcy z kontynentu europejskiego opanowali cały kraj, bitwa pod Hastings uważana jest za jedną z decydujących bitew w dziejach świata.

## Przyczyny inwazji
Gdy w roku 1035 umierał 40-letni król Knut Wielki, zostawił Anglię w rękach silnej władzy samorządowej witanów. Godność królewska (a był to urząd obieralny) traciła swą moc. Niektórzy earlowie zarządzali wieloma hrabstwami, połączonymi w udzielne księstwa (shires), i z wolna stawali się lokalnymi władcami, groźnymi konkurentami króla i reprezentowanej przezeń władzy centralnej. Było to państwo w pełni już ukształtowane, z regularnie ściąganym podatkiem gruntowym zwanym danegeld, zawodową gwardią królewską złożoną z huskarlów oraz obowiązującym anglo-duńskim prawem zwyczajowym.
Wódz Normanów, Rolf Rögnvaldsson, który w roku 911 – na mocy ustnego układu zawartego w Saint-Clair-sur-Epte – otrzymał od króla Francji, Karola Prostaka, księstwo Normandii, wywodził się z tego samego pnia, co zdobywcy Anglii Wschodniej. Jednak po stu latach więzi te uległy całkowitemu zatarciu i zapomnieniu. Normanowie z Anglii nazywali Normanów z Francji Francuzami. Od końca X wieku Normanowie z Normandii mówili już wyłącznie po francusku.
Po Kanucie i dwóch jego następcach z linii duńskiej, w roku 1042 na tron Anglii wstąpił wybrany przez witany Edward, który w przyszłości miał być nazywany Wyznawcą. Był (ze strony matki) pół-Normanem i otaczał się Normanami. Obejmowali oni urzędy dworskie i majątki ziemskie. Arcybiskupstwo Canterbury dostało się Robertowi Champartowi, przeorowi opactwa w Jumièges. Biskupstwa Londynu i Dorchester również obsadzone zostały przez Normanów. Norman Osbern z Burghill pobudował w roku 1050 pierwszy murowany kasztel obronny na ziemi angielskiej. Niektórzy historycy uważają panowanie Edwarda za swego rodzaju preludium do najazdu Normanów Wilhelma Zdobywcy. Jednak wbrew opiniom kronikarzy, jak np. Williama z Malmesbury, nie było wówczas żadnego zalewu normandzkiego. Warstwa ta była cieniutka i nieistotna, przynajmniej tak długo jak dominowały przemożne rody anglosaskie z Godwinem, panem Wessexu na czele, wyniesione przez Kanuta i jego następców.
Król Edward był człowiekiem łagodnym i pobożnym, ale równocześnie bezwolnym. Prawdopodobnie obiecał trzykrotnie trzem różnym pretendentom sukcesję tronu. Jednym z nich był Wilhelm (właśc. Guillaume), spokrewniony z Edwardem książę Normandii, zwany z racji swego nieprawego pochodzenia bękartem. Odważny, na wszystko zdecydowany wódz i polityk, z którym liczono się w Europie, był popierany przez papiestwo. W roku 1052 przybył na dwór angielski i wtedy to uzyskał prawdopodobnie obietnicę następstwa. Stać się to miało po śmierci lub ustąpieniu Edwarda, ale na przeszkodzie stanęła rebelia wielmożów, którzy, wykorzystując nastroje antynormandzkie, podnieśli bunt. Godwin z flotą zebraną we Flandrii, gdzie przebywał na wygnaniu od roku 1049, ruszył na Londyn i – osaczywszy osamotnionego, bezbronnego króla – wymógł nie tylko zmazanie swych dawnych win, ale i przywrócenie godności. Stał się teraz prawdziwym panem Anglii. Wielu Normanów, z arcybiskupem Canterbury, uciekło na kontynent, a rokowania z Wilhelmem zostały zerwane.
Król bał się i nienawidził Godwina, który wyraźnie sięgał po sukcesję. Edward znalazł więc innego następcę. Wybór padł na Edgara Ethelinga, syna Edwarda Wygnańca, przebywającego od lat na dworze ruskim i węgierskim. Królewicz nie kwapił się do powrotu, mając obawy co do swego losu w Anglii.
W roku 1052 zmarł Godwin, zaś głową rodu został jego syn pierworodny, nowy earl Wessexu, Harold Godwinson. Stanowiska, opróżnione, po wygnaniu earla Anglii Wschodniej i śmierci earla Northumbrii, objęli bracia Harolda, Tostig i Gyrth. W roku 1057 zmarł ostatni możnowładca z nadania Kanuta – Leofryk, earl Mercji. Godwinowie do roku 1062 rozprawili się z jego następcami oraz z Walią, którego władcę, Gruffydda ap Llewelyna, pobili w polu i zgładzili. Zdobyte ziemie Harold i Tostig podzielili między siebie. Pozycja Godwinsona wzrosła niepomiernie. Jeśli dotąd mógł tylko marzyć o tronie, teraz stał się jednym z pretendentów i to chyba najpoważniejszym. Ale nieoczekiwanie na początku roku 1064 nadzieje Harolda na tron angielski zostały zachwiane.
Nie wiemy dziś, dokąd i po co wyprawił się Harold. Tkanina z Bayeux dowodzi, iż posłował od Edwarda do Wilhelma, ale w jakim celu?
Ten nieszczęsny Harold, po rozbiciu się statku na wybrzeżu Ponthieu, został wzięty do niewoli przez miejscowego grafa, potem zwolniony przez Wilhelma i przewieziony do Rouen. Tam diuk dał mu do zrozumienia, że odzyska wolność pod warunkiem złożenia hołdu lennego. Podczas ceremonii, podczas której przebiegli Normanowie ukryli pod stołem relikwie, mające stanowić prestiżowe gwarancje w ewentualnym sporze o sukcesję, musiał Harold złożyć przysięgę i w rozumieniu prawa feudalnego został lennikiem diuka Normandii.
Wymuszona przysięga, od której łatwo się było Haroldowi po powrocie do Anglii uwolnić, nie była wiele warta, ale Wilhelmowi wystarczył sam fakt, który miał w bliskiej przyszłości wykorzystać. Tymczasem na jesieni 1064 roku wybuchł w Anglii bunt przeciw Tostigowi, oskarżanemu o liczne zbrodnie i nakładanie wysokich podatków. Tostiga ogłoszono banitą, a earlem Northumbrii wybrano Morkara. Następnie buntowniczy baronowie wtargnęli do Anglii Środkowej, zajęli Northampton i podjęli rokowania z królem. Harold, widząc słabą pozycję brata, bez skrupułów przeszedł do obozu przeciwników, a Tostig schronił się we Flandrii.
5 stycznia 1066 roku zmarł Edward Wyznawca. Prawie natychmiast, w wielkim pośpiechu witany zatwierdziły intronizację Harolda, którego koronował wyklęty przez papieża arcybiskup Stigand. Za Edgarem Ethelingiem nie opowiedział się nikt, o Wilhelmie Bastardzie z Normandii nawet nie pomyślano.

## Przygotowania

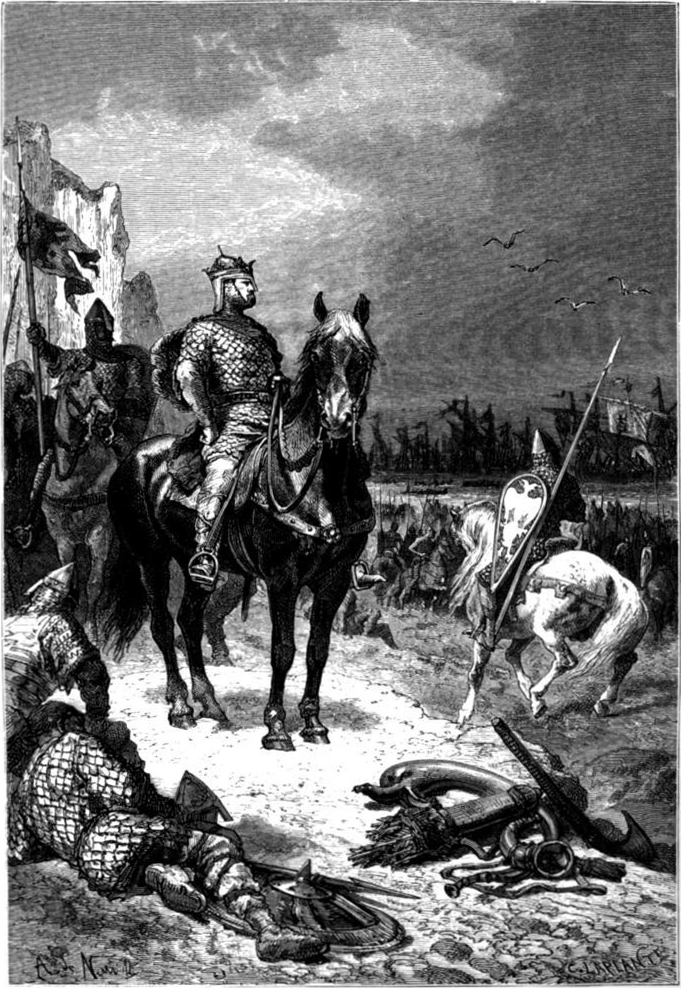
Wilhelm po lądowaniu w Zatoce Pevensey

Wilhelm przy pomocy Lafranka z Bèc – przyjaciela najpotężniejszego człowieka Rzymu, mnicha Hilderbrandta, późniejszego papieża Grzegorza VII – natychmiast rozwinął szeroko zakrojoną akcję propagandową. Książę Normandii brał na świadka cały chrześcijański świat, jakiego to wiarołomstwa dopuścił się jego wasal. Ta akcja dała spodziewane wyniki. Rzym stanął po stronie Wilhelma, ten zaś zobowiązał się zreformować kościół normandzki (a w przyszłości angielski) według projektu Hildebrandta. Papież przysłał do Rouen poświęcony sztandar i pierścień z włosem św. Piotra. Krucjata mogła się rozpocząć.
Dla tak poważnej kampanii, jak podbój Anglii, zwyczajowy 40-dniowy apel rycerstwa normandzkiego był niewystarczający. Gdy Wilhelm po raz pierwszy wyłożył swe plany baronom zebranym pod koniec zimy w Lillebonne, wykazali mało zapału, ale przyrzeczenia godności i nadań ziemskich zrobiły swoje. Na zaproszenia rozesłane po Europie jęli przybywać do Rouen baronowie-awanturnicy z Bretanii, Flandrii, Andegawenii, a nawet z Apulii i Aragonii. Odo, brat Wilhelma, biskup Bayeux, idący do boju z ciężką buławą (jako że względy religijne nie pozwalały mu rozlewać krwi chrześcijańskiej), również zwerbował kogo się dało. Tymczasem rąbano lasy dla zbudowania 750 lub 1200 statków (zapewne typu knara), potrzebnych do przewiezienia 7–8 tysięcy ludzi i ponad 2000 koni.
Flota była gotowa w połowie lata. W jej skład wchodziły także użyczone przez flamandzkich sprzymierzeńców Wilhelma ostrodenne, szybkie i zwrotne łodzie bezpokładowe o jednym prostokątnym żaglu i kilkudziesięciu (do 30) wiosłach. Długość ich wynosiła 12–24 m, szerokość 4–5 m, wysokość burty 1,2–1,7 m, zanurzenie 0,5–1,2 m. Jednostki te miały 10–20 ton wyporności, a załogi składały się z 30–50 żeglarzy-wojowników. Do eksploatacji wchodziły też w tym właśnie czasie większe jednostki jednomasztowe i jednopokładowe, zwane nefami. Niektórzy historycy przypuszczają, że tego typu była Mora, flagowy okręt Wilhelma.
Prawie do końca września obawa przed silną flotą anglosaską i przeciwne wiatry zatrzymywały flotę inwazyjną po kontynentalnej stronie Kanału. Wilhelm musiał być dobrym organizatorem i wodzem, skoro potrafił narzucić dyscyplinę niesfornym baronom. Zwłoka ta miała obrócić się na jego korzyść. Oto Tostig, działający w sojuszu z królem norweskim Haraldem Hardraadą, pojawił się na czele 17 drakkarów z Orkadów u wybrzeży Sandwich. Król Harold ruszył natychmiast przeciwko bratu, ale ten – wzmocniony posiłkami z okolicznych portów – pożeglował na północ. Przez jakiś czas pustoszył wybrzeża Northumbrii, aż pokonany przez Edwina, earla Mercji i Morkara, earla Northumbrii, schronił się wiosną 1066 roku u przyjaznego mu króla Szkocji Malcolma.
Harold oczekiwał na południowym wybrzeżu, koło wyspy Wight, inwazji normandzkiej. Oczekiwanie przedłużało się, a północne wiatry gwarantowały spokój. W tej sytuacji król rozpuścił w lipcu fyrd i wycofał się z flotą do Londynu. Nagle napłynęły alarmujące wieści z północy: 300 okrętów norweskich i orkadzkich (9000 ludzi) pod wodzą Haralda Hardraady, wspomaganego przez Tostiga i Szkotów, najechało ponownie Northumbrię. 20 września Hardraada rozbił siły Edwina i Morkara pod Fulford, wkroczył do Yorku, wziął zakładników i kontrybucję. Odpowiedź Harolda była błyskawiczna: rankiem 25 września odbił York i stanął naprzeciw norweskich wikingów pod Stamford Bridge. Nie jest pewne, czy Harold znał wcześniej plany Hardraady, ale Wilhelm był z nimi przypuszczalnie zaznajomiony. Całodzienne starcie zakończyło się świetnym zwycięstwem anglosaskich huskarlów. Hardraada i Tostig polegli, a wraz z nimi większość armii. Ci, co ocaleli, pomieścili się na 24 drakkarach. Był to ostatni w dziejach najazd wikingów na Wyspy Brytyjskie.
Tymczasem wiatr nad kanałem La Manche zmienił kierunek i rano 28 września Wilhelm, książę Normandii, wylądował w zatoce Pevensey w Susseksie, a w kilka dni później ruszył niespiesznym marszem ku portowemu miastu Hastings. Tam zupełnie nieoczekiwanie natknął się rankiem 14 października na armię anglosaską, która już zdążyła powrócić z Yorku, pokonując dystans 400 km w dwanaście dni. Tym razem jednak błyskawiczny przemarsz Harolda miał stać się przyczyną jego klęski. Godwinson, rozgrzany niedawnym zwycięstwem, nie chciał nawet słyszeć o zwłoce. Tymczasem fyrd z północy, który dopiero co się bił, nie wykazywał zapału do nowej wojny, huskarlowie po bitwie pod Stamford Bridge byli mocno wyszczerbieni, a duchowieństwo czuło się zaniepokojone poparciem, jakiego udzielała Wilhelmowi stolica apostolska.

### Armia Harolda
Armia królewska składała się z przybocznej gwardii króla (huskarlów), złożonej w pierwszej mierze ze Skandynawów. Huskarlowie Harolda byli wojskiem wyborowym i groźnym. Przemieszczali się konno, ale w polu stawali pieszo, w kilku zwartych szeregach, osłonięci murem tarcz. Ich broń stanowiły włócznie, miecze i ciężkie, dwuręczne topory na długich styliskach. Bogatsi nosili wzorem europejskim długie kolczugi. Była to tradycyjna, skandynawska gwardia panującego, służąca za żołd, nie zaś – jak w feudalnej Europie – za nadania ziemskie. Było ich 3–4 tysiące. Uzupełnienie huskarlów stanowiło pospolite ruszenie (fyrd), zwoływane w razie potrzeby. Pospolitacy uzbrojeni byli zależnie od możliwości, różnorodnie i byle jak. Armia ta nie dysponowała prawie konnicą, nie było w niej też oddziałów łuczniczych, jedynie procarze.

### Armia Wilhelma
Przyjmuje się zazwyczaj, że siły Wilhelma Zdobywcy, wzmocnione najemnikami (głównie łucznikami i kusznikami), składały się z pięciu do sześciu tysięcy piechoty i zapewne dwóch tysięcy normandzkiego i cudzoziemskiego rycerstwa ciężkiego. Zważywszy, że każdy rycerz musiał posiadać co najmniej cztery konie (konia bojowego, podjezdka dla giermka, konia transportowego dla samego rycerza oraz zwierzęcia jucznego, niosącego jego broń i zbroję, nie wspominając o luzakach, czyli zastępczych koniach bojowych), armia musiała mieć od ośmiu do dwunastu tysięcy koni, a nawet więcej, jeśli jakieś inne oddziały (np. łuczników) poruszały się lub walczyły konno. Flota licząca 700–1200 statków typu knara była w stanie przewieźć 5–8 tysięcy koni i 6–10 tysięcy ludzi.

## Przebieg bitwy

Hastings, 14 października 1066

Pozycja Godwinsona została wybrana i przygotowana wybornie. Na niezbyt wyniosłym, ale utrudniającym ataki kawalerii wzgórzu, opasana częstokołem, flankowana głębokimi parowami, długo mogła opierać się każdemu przeciwnikowi. Wydaje się jednak, że ze względów strategicznych Harold winien był wybrać inny wariant prowadzenia działań. Tu, na wzgórzu pod Hastings, mógł się jedynie bronić. Nie mógł zgnieść przeciwnika, ścigać, ani zniszczyć jego floty, chyba że król czekał na flotę anglosaską, która tuż przed inwazją odpłynęła do Londynu dla uzupełnienia zaopatrzenia i miała wrócić za 8–10 dni. Gdyby udało jej się wrócić na czas, mogłaby zaatakować tyły Normanów, którzy – wzięci w dwa ognie – zostaliby niewątpliwie zniszczeni.
Wczesnym przedpołudniem trefniś książęcy Taillefer, głośno inwokując Pieśń o Rolandzie, rozpoczął bitwę. Do wtóru ostrzału łuczników i kuszników (kusze pojawiły się pod Hastings po raz pierwszy w dziejach średniowiecznej Anglii od użycia ich przez Rzymian i Piktów na przełomie starożytności i średniowiecza) następowały ataki piechoty normandzkiej, za którą postępowały szarże jazdy. Nie wyrządzały one większych szkód schowanym za rzędem tarcz Anglosasom. Również jazda nie potrafiła sobie poradzić z długimi toporami obrońców. Potwierdzały się przewidywania Harolda.
Przez sześć godzin konnica normandzka bezskutecznie szturmowała obwarowany szczyt wzgórza. Pod Wilhelmem ubito trzy rumaki, co za każdym razem wywoływało wybuch paniki wśród rycerstwa. Zginęło wielu baronów. Na prawym skrzydle sił Wilhelma walczyli ochotnicy francuscy. Jeden z ich dowódców, widząc nieskuteczność ataków na dobrze przygotowane pozycje Anglosasów, postanowił je obejść. Francuzi wpadli jednak w pułapkę w podmokłym jarze Malfosse i zostali zdziesiątkowani przez procarzy. Ich paniczny odwrót powstrzymał osobiście Wilhelm.

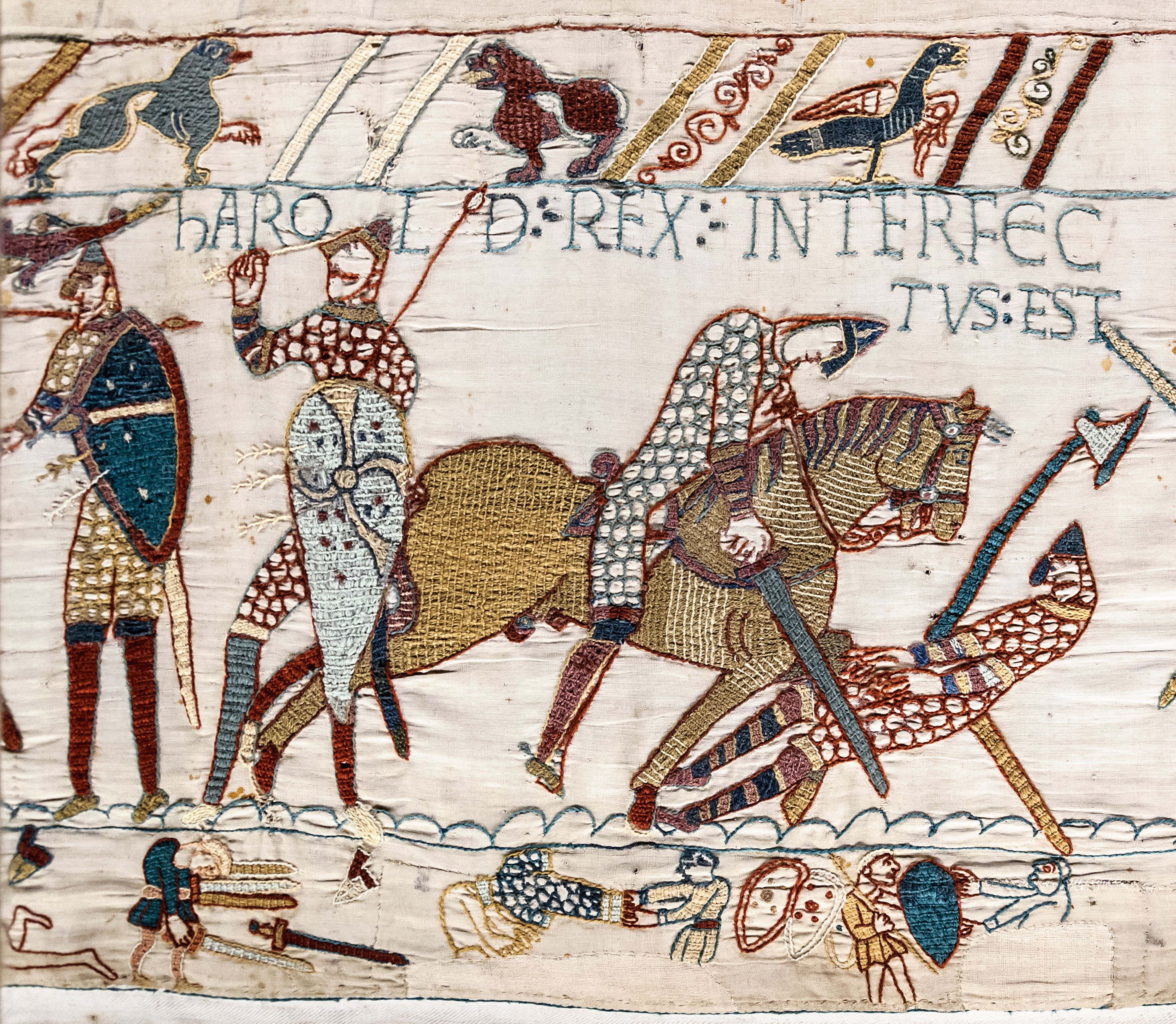
Śmierć Harolda na tkaninie z Bayeux: „Harold rex interfectus est”

W końcu Wilhelm zdecydował się zmienić taktykę i upozorować ucieczkę. Lewe skrzydło sił Wilhelma, złożone głównie z Bretończyków, po jednym z nieudanych ataków wycofało się w udawanym popłochu. Anglosasi przerwali szyk i ruszyli za nimi w dół zbocza. W tym momencie spadło jednak na nich uderzenie jazdy dowodzonej przez Wilhelma, który tylko na to czekał. W otwartym terenie piechurzy nie mieli najmniejszych szans. Nastąpiła rzeź, a wkrótce – gdy piechocie udało się obalić nadwerężony już częstokół – szyk anglosaski uległ rozerwaniu. W centrum bronił się jeszcze spory oddział huskarlów pod wodzą samego Harolda.
Teraz do akcji przystąpili łucznicy, posyłający swe strzały tak, by padały pod kątem ostrym na nieosłonięte twarze huskarlów. Poległ Harold, zginęli jego bracia Gyrth i Leofwin, pozostali przy życiu huskarlowie rzucili się do ucieczki. Tymczasem kilka kilometrów dalej biskup Odo rozprawiał się ze spóźnioną odsieczą konnego fyrdu anglosaskiego. Pospolitacy na chłopskich konikach nie mieli żadnych szans w starciu z rycerstwem normandzkim. O zmroku Normanowie panowali nad pobojowiskiem.
W miejscu bitwy, w pobliżu osady nazwanej na pamiątkę starcia Battle, wybudowano później upamiętniający ją klasztor.

## Następstwa bitwy
Bitwa przypieczętowała ostatnią spośród zakończonych sukcesem prób podboju Brytanii. W bitwie została zniszczona większość armii Anglosasów oraz zginął jej król. Dalszy ciąg operacji wojskowych i dyplomatycznych to pasmo osobistych sukcesów Wilhelma. Zamiast szturmować Londyn, spustoszył okolice i czekał na niechybną kapitulację; zamiast ogłosić się królem, poczekał na ofiarowanie mu korony przez witany, a i wtedy udał wahanie. Koronowany został w dzień Bożego Narodzenia w Westminsterze (jego żona, Matylda, została królową Anglii dopiero w maju 1068 roku). Symbolem nowej władzy stała się budowana właśnie cytadela nad Tamizą – złowroga i słynna później Tower of London.
Po początkowym okresie współpracy doszło do powstania anglosaskiego. Walki trwały 3 lata (1067–1070), nim Wilhelm opanował całe królestwo. Osiągnął to, stosując bezwzględnie taktykę „spalonej ziemi”, osadzaniem na stanowiskach ziemskich Normanów i budową murowanych warowni na wzór normandzki w punktach strategicznych.